# Колацова хипотеза
Колацова хипотеза, позната још као: 3n+1 хипотеза, хипотеза Сиракуза, Уламова хипотеза, један је од најпознатијих нерешених математичких проблема. Име је добила по немачком математичару Лотару Колацу, који је формулисао овај проблем 1. јула 1932.. 

## Формулација проблема
У проблему се ради о низу целих бројева који је конструисан по следећим правилима:
- почиње се са било којим природним бројем {\displaystyle n>0}
- ако је {\displaystyle n} паран, следећи број је {\displaystyle n/2}
- ако је {\displaystyle n} непаран, следећи број је {\displaystyle 3n+1}
- процес се даље понавља по горе наведеним правилима.

На пример, ако је почетни број {\displaystyle n=19}, низ је
19, 58, 29, 88, 44, 22, 11, 34, 17, 52, 26, 13, 40, 20, 10, 5, 16, 8, 4, 2, 1, 4, 2, 1, …
Секвенца долази до бројева 4, 2, 1 који се непрекидно понављају.
Колацова хипотеза тврди:
Низ бројева се увек завршава секвенцом 4, 2, 1, без обзира који природан број започиње низ.
До данас, ова хипотеза није ни доказана, ни оповргнута.

## Пројекат „Колацова конјектура” (енгл.)
Августа 2009. на платформи BOINC започео је пројекат рачунарске провере Колацове хипотезе.
До априла 2021. проверени су сви природни бројеви до 9 789 690 303 392 599 179 036, и сви они испуњавају услове Колацове хипотезе.